# Jeremiel (anjo)

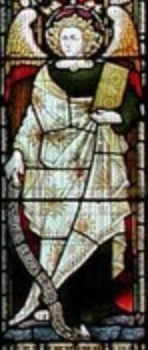
Arcanjo Jeremiel, vitral na Igreja de São Miguel e Todos os Anjos, Hughenden Valley, Inglaterra.

O nome hebraico Jerahmeel , que aparece várias vezes no Tanakh , também aparece em várias formas como o nome de um arcanjo em livros dos períodos inter-testamentário e início do cristianismo.
No livro deuterocanônico 2 Esdras , também conhecido como 4 Esdras, que chegou até nós em latim e aparece como um apêndice à Vulgata , há uma referência no capítulo 4, versículo 36, a Jeremiel (no latim Ieremihel ), que , no entanto, não ocorre em todos os manuscritos. Outras versões têm Remihel, Oriel ou Uriel. Nesta passagem, o anjo ou os anjos (Uriel também está lá) estão respondendo as muitas perguntas de Esdras sobre o céu e o inferno.
O Arcanjo Jeremiel têm sua existência aceita pela Igreja Ortodoxa e faz parte dos Arcanjos ortodoxos. O nome em russo é Архангел Иеремиил( Arcangel Iieriemiil).
Jeremiel (sob qualquer uma de suas alterações de nome: Eremiel, Remiel, Remihel, etc.) tinha um dever muito sério, mas reconfortante, nas eras pré-cristãs. Ele foi criado sobre o Sheol (o submundo) na tradição abraâmica, em particular o "Grêmio de Abraão", uma região do submundo quase idêntica em conceito à ideia grega de Elísio. Aqui Jeremiel foi responsável por aplacar as almas justas que aguardavam o Senhor que residia lá. No mundo pós-cristão, o dever de Jeremiel evoluiu e está emparelhado com São Simão Pedro como porteiro do céu. Em ambos os casos, Jeremiel vigia e guia o sagrado morto em sua jornada após a morte.

No Apocalipse de Sofonias , um livro apócrifo que chegou até nós em copta , o anjo referido como Eremiel diz a Sofonias
| “ | Eu sou o grande anjo, Eremiel, que está sobre o abismo e o Hades, o único prendeu todas as almas desde o fim do Dilúvio que veio sobre a face da Terra, até os dias de hoje | ” |

Em dois ou três lugares no Livro de Enoque , disponível em etíope , há listas de anjos. Incluem-se Rame'el e Ram'el (na mesma lista). Há referências ocasionais, em várias grafias, em outros manuscritos apócrifos.

Para usos modernos do nome e identidade do anjo, veja o artigo Ramiel.